# شهرستان لارنس (آرکانزاس)
شهرستان لارنس، آرکانزاس (به انگلیسی: Lawrence County, Arkansas) شهرستانی در ایالات متحده آمریکا است که در آرکانزاس واقع شده‌است.

## خصوصیات
شهرستان لارنس ۱٬۵۳۳٫۲۸ کیلومترمربع مساحت دارد.